# Лесниковское сельское поселение (Кировская область)
Леснико́вское сельское поселение — муниципальное образование в составе Советского района Кировской области России.
Центр — деревня Лесниково.

## История
Лесниковское сельское поселение образовано 1 января 2006 года согласно Закону Кировской области от 07.12.2004 № 284-ЗО.

## Население
| 2010 | 2012 | 2013 | 2014 | 2015 | 2016 | 2017 |
| ---- | ---- | ---- | ---- | ---- | ---- | ---- |
| 489  | ↘463 | ↘458 | ↘453 | ↘421 | ↘412 | ↘402 |
| 2018 | 2019 | 2020 | 2021 |      |      |      |
| ↘395 | ↘375 | ↘363 | ↘283 |      |      |      |

## Состав сельского поселения
| № | Населённый пункт | Тип населённого пункта          | Население |
| - | ---------------- | ------------------------------- | --------- |
| 1 | Борок            | деревня                         | 157       |
| 2 | Завертная        | село                            | 79        |
| 3 | Лесниково        | деревня, административный центр | 253       |
| 4 | Старый           | кордон                          | 0         |